# Ramón Rabanera Rivacoba
Juan Rabanera Rivacoba (Vitòria, 1948) és un polític basc. Enginyer de professió, a les eleccions generals espanyoles de 1986 va ser elegit diputat per Coalició Popular per Àlaba; i posteriorment Senador del Partit Popular per la mateixa província a les eleccions generals espanyoles de 1993 i 1996. El 1999, va encapçalar la llista del Partit Popular (PP) a les eleccions a Juntes Generals d'Àlaba, obtenint 16 escons i convertint al PP en la primera força política en la província.
Gràcies al suport del Partit Socialista d'Euskadi (PSE-PSOE) i d'Unidad Alavesa va esdevenir Diputat General; estant des de llavors al capdavant de la Diputació foral d'Àlaba. A les eleccions forals de 2003 també va encapçalar la llista del Partit Popular; sent aquesta vegada segona força política després de la coalició PNB-EA; no obstant això va aconseguir alçar-se de nou amb el govern alabès a causa del suport del Partit Socialista d'Euskadi, que malgrat les reticències inicials, fou nomenat Diputat General.
Si bé en la legislatura 1999-2003, l'entesa amb el PSE-EE va ser important, en la legislatura 2003-2007 no va ser així i el govern foral de Ravenera, en minoria, va haver de plantar cara a diverses mocions de censura promogudes pels grups del tripartit (PNB-EA-EB) que ostentava el Govern Basc; una de les quals es va saldar amb la destitució del Diputat de Benestar Social, Enrique Aguirrezábal; les mocions dirigides contra ell no van prosperar perquè no comptaven amb l'aval del PSE. El seu govern ha estat marcat per dificultats constants per a arribar a acords amb els grups de l'oposició, necessaris donada la minoria de l'executiu foral. Ha anunciat la seva retirada de la primera línia política; amb l'abandó del lloc de President del PP d'Àlaba i la no renovació de la seva candidatura a les eleccions forals de 2007, on fou substituït pel seu company de partit Javier de Andrés.